# Gouvernement Houphouët-Boigny XIII
Houphouët-Boigny XII Houphouët-Boigny XIV
Le gouvernement Houphouët-Boigny XIII est le gouvernement de Côte d'Ivoire nommé le 18 novembre 1983, sous la présidence de Félix Houphouët-Boigny.

## Composition
- Ministre d'Etat : Auguste Denise
- Ministre d'Etat : Mathieu Ekra
- Ministre d'Etat : Camille Alliali
- Ministre d'Etat : Maurice Séri Gnoléba
- Ministre d'Etat : Emile Kéï Boguinard

- Ministre de la Défense : Jean Konan Banny
- Gardes des sceaux, ministre de la Justice : Lazéni N. P. Coulibaly
- Ministre des Affaires étrangères : Siméon Aké
- Ministre de l'Intérieur : Léon Konan Koffi
- Ministre de l'Economie et des Finances : Abdoulaye Koné
- Ministre de l'Agriculture et des Eaux et Forêts : Denis Bra Kanon

- Ministre des Travaux publics, de la Construction, des Postes et des Télécommunications : Ange François Barry Battesti
- Ministre de l'Education nationale et de la Recherche scientifique : Balla Kéita
- Ministre des Affaires culturelles : Bernard Dadié
- Ministre de l'Information : Amadou Thiam
- Ministre du Travail et de l'Ivoirisation des cadres : Vanié Bi-Tra
- Ministre de la Jeunesse et des Sports : Laurent Dona Fologo
- Ministre de la Sécurité intérieure : Oumar N’Daw
- Ministre des Mines : Paul Gui Dibo
- Ministre du Développement rural : Gilles Laubhouet Vally
- Ministre de l'Industrie : Bernard K. Ehui
- Ministre de la Santé publique et de la Population : Alphonse Djédjé Mady
- Ministre du Commerce : Nicola Kouandi Angba
- Ministre de la Marine : Lamine Fadika
- Ministre de la Fonction publique : Jean-Jacques Béchio
- Ministre du Tourisme : Duon Sadia
- Ministre des Affaires sociales : Yaya Ouattara
- Ministre chargé des Relations avec l’Assemblée nationale : Emile Brou